# Туристична індустрія
Туристи́чна інду́стрія — сукупність різних суб'єктів туристичної діяльності (готелі, туристичні комплекси, кемпінги, мотелі, пансіонати, підприємства харчування, транспорту, заклади культури, спорту тощо), які забезпечують прийом, обслуговування та перевезення туристів.
Серед сучасних географів та економістів дедалі частіше спостерігають тенденцію до виокремлення специфічної міжгалузевої структури, яка є в складі господарства держави, — індустрії туризму.
Становлення індустрії туризму розглядалося ще в Радянському Союзі. Проте ряд авторів вважають, що цю структуру не варто виділяти в окрему галузь, оскільки використання рекреантів тісно пов'язане з послугами та продуктами багатьох інших галузей народного господарства, за винятком специфічних курортних послуг. Чіткі межі туристичної індустрії цими авторами визначені не були.
В. С. Преображенський розглядав систему індустрії туризму як галузь господарства країни, у складі якої є два основні блоки: відпочивальні та рекреаційні ресурси, до яких, у свою чергу, належать природні комплекси, споруди різного призначення та обслуговчий персонал. Згодом таке трактування індустрії туризму покладено в основу її визначення як складної міжгалузевої структури, що включає виробничі та транспортні підприємства, які продукують та реалізують різні туристичні послуги та товари.
Туристична індустрія формується комплексом підприємств, які забезпечують чи сприяють забезпеченню рекреаційних потреб людини при її переміщенні незалежно від його мети, окрім того, що пов'язане з оплачуваною у відвідуваній країні роботою. Отже, матеріально-технічну базу цієї складної структури утворюють підприємства розміщення, транспортні та сфера обслуговування туристів. До підприємств розміщення належать готелі, а також спеціалізовані засоби розміщення: кемпінги, будинки відпочинку, санаторії, пансіонати, профілакторії тощо. У транспортній сфері виділяють, насамперед, транспорт власне для туристів (круїзні судна, спеціальні катери та яхти для прогулянок), а також транспорт, який обслуговує саму індустрію туризму, тобто туристів і місцеве населення.
Однак індустрію туризму можна розглядати не лише як сукупність підприємств, що надають туристичні послуги та виробляють туристичні товари, але і як одну з форм освоєння території. Розуміння цієї системи як комплексу підприємств є наслідком галузевого підходу.
Отже, індустрію туризму розглядають як складну систему взаємодії рекреаційних потреб людини та рекреаційних можливостей природно-економічного потенціалу території.
Основною ланкою в туристичній індустрії є суб'єкт рекреаційної діяльності, який своєю взаємодією з об'єктом рекреаційної діяльності зумовлює ріст економічного потенціалу даної території, що сприяє її подальшому розвитку .
Варто згадати про таке поняття, як рекреаційна галузь — це сфера, діяльність підприємств якої скерована на задоволення рекреаційних потреб населення; технології, що при цьому використовуються, або ж кінцеві продукти цих підприємств — рекреаційні послуги — часто подібні між собою. Якщо керуватися вузькогалузевим підходом, то рекреаційну галузь можна вважати частиною індустрії туризму, а тому зіставляти ці два поняття дещо некоректно — частіше порівнюють індустрію туризму та рекреаційне господарство.
Таким чином, індустрія туризму впродовж останніх десятиліть стала однією з найважливіших сфер економіки, забезпечуючи десяту частину всього світового валового продукту. Тому всебічне вивчення індустрії туризму є актуальним завданням для рекреаційної географії на найближче майбутнє.
У всіх країнах туризм широко висвітлюється на телебаченні. У СРСР відомою передачею про подорожі та туризм був «Клуб мандрівників». В Україні також з'являються подібні телепередачі, однією з них є «Своїми Очима», яка транслюється з 2006 року на 5 каналі.

### Суб'єкти туристичної індустрії
1. Виробники туристичних послуг
2. Постачальники туристичних послуг
3. Туристи